# Los Luchadores
Los Luchadores è un telefilm per bambini prodotto in Canada nel 2000. In Italia è stato trasmesso da Fox Kids nel 2001. La serie narra la storia di un gruppo di lottatori di lucha libre guidati da Lobo Fuerte (Maximo Morrone) che, insieme a Turbine (Levi James) e a Maria Valentine (Sarah Carter), combattono dei cattivi come The Whelp (doppiato da Gary Lam), un genio del male.
La proprietà della serie è passata alla Disney nel 2001, quando la Disney ha acquisito Fox Kids Worldwide, che include anche Saban Entertainment. La serie non è disponibile su Disney+.